# Thaumatrop
Ein Thaumatrop (griechisch thauma „Wunder“, trope „Wendung“: Wunderscheibe) besteht aus einer Scheibe mit zwei Fäden, die an zwei sich gegenüberliegenden Punkten am Rand der Scheibe befestigt sind. Die Scheibe besteht meistens aus Pappe, jedoch werden auch Materialien wie Kunststoff als Scheibe verwendet. Durch Verdrehen der Fäden und nachfolgenden Zug an deren Enden wird die Scheibe um die Achse der beiden Fäden in Rotation versetzt. Im Auge des Betrachters verschmelzen die Bilder auf den beiden Seiten der rotierenden Scheibe – eine optische Täuschung. Das Thaumatrop wurde 1827 erstmals von John Ayrton Paris vorgestellt, seine Erfindung wird jedoch dem Geologen William Henry Fitton zugeschrieben (um 1825).
Häufig dargestellt wird einerseits ein Käfig und auf der anderen Seite ein Vogel. Die optische Täuschung wirkt, als ob sich der Vogel im Käfig befindet. Wenn die beiden Scheiben eines Thaumatrops unterschiedliche Farben haben, so wird bei der Drehung die Mischfarbe sichtbar (thaumatropische Mischfarbe).
Schon vor über 15.000 Jahren wurden kleine Stein- und Knochenscheiben hergestellt, bei denen auf beiden Seiten unterschiedliche Tierbilder abgebildet waren. So zeigt ein 1991 in der Höhle Isturitz (Pyrénées-Atlantiques) gefundenes Schieferplättchen ein Rentier, einmal stehend, einmal sitzend. Lässt man die Scheibe in der richtigen Weise rotieren, scheint das Tier sich abwechselnd hinzulegen und aufzustehen.

## Zeittafel – Darstellung bewegter Bilder
- ab 1600: Daumenkino – Abblätterbuch mit Einzelbildern
- ab 1671: Laterna magica – Zauberlaterne: frühes Gerät zur Bildprojektion
- ab 1825: Thaumatrop – Wunderscheibe mit zwei Fäden
- ab 1830: Phenakistiskop – Phantaskop, Wunderrad oder Lebensrad
- ab 1832: Stroboskop – Zauberscheiben: Blitzgerät
- ab 1834: Zoetrop – Wundertrommel mit Schlitzen
- ab 1861: Mutoskop – Stereoanimationsblätterer per Stroboskop
- ab 1877: Praxinoskop – Elektrischer Schnellseher mittels Spiegelanordnung
- ab 1879: Zoopraxiskop – Projektionsgerät für chronofotografisch erzeugte Reihenbilder
- ab 1880: Kaiserpanorama – populäres Massenmedium mit stereoskopischen Bilderserien
- ab 1886: Elektrotachyscop – Projektionsgerät für Reihenbilder
- ab 1891: Kinetoskop – erster Filmbetrachter